# Bazman
Bazman (بزمان nebo Kuh-e Bazman, též Kuh-e Zendan) je stratovulkán v pouštní oblasti provincie Sístán a Balúčistán v jihovýchodním Íránu o nadmořské výšce 3490 metrů. Sopka má na vrcholu 500 metrů široký kráter. Ačkoli nejsou známé historické erupce, na sopce se vyskytují fumaroly.